# Chinchaysuyu spinosa
Genre
Espèce
Chinchaysuyu spinosa, unique représentant du genre Chinchaysuyu, est une espèce d'araignées mygalomorphes de la famille des Theraphosidae.

## Distribution
Cette espèce est endémique de la région de Cajamarca au Pérou,. Elle se rencontre vers San José, Lagunas et Cumbe Mayo.

## Description
Le mâle holotype mesure 23,04 mm et la femelle paratype 24,1 mm.

## Systématique et taxinomie
Cette espèce a été décrite par Ferretti, Chaparro, Ochoa et West en 2023.
Ce genre a été décrit par Ferretti, Chaparro, Ochoa et West en 2023 dans les Theraphosidae.

## Publication originale
- Ferretti, Chaparro, Ochoa & West, 2023 : « A new tarantula (Mygalomorphae: Theraphosidae) genus endemic from Peru with a novel genitalic morphology among theraphosinae and its phylogenetic placement. » Zoologischer Anzeiger, vol. 302, p. 102-112.